# ATLAR Innovation
ATLAR Innovation, é uma empresa tecnológica portuguesa com sede na Pampilhosa da Serra. Fundada em 2021 a ATLAR é uma “startup” especializada no desenvolvimento de plataformas de computação avançada e ferramentas de monitorização inteligentes como a operação e controlo de radares e telescópios e a industria 4.0.

## Square Kilometer Array
A ATLAR Innovation garantiu contratos para o desenvolvimento do maior radiotelescópio alguma vez construído (SKAO). Este radiotelescópio será composto por duas redes instaladas na África do Sul e na Austrália, sendo o primeiro composto por 197 antenas orientáveis de 15 metros de diâmetro, e o segundo por 131.072 antenas periódicas de registo fixo. Caberá à ATLAR o desenvolvimento do software de gestão e operação de centenas de antenas assim como o de controlo e monitorização.

## SST
A ATLAR é a entidade portuguesa líder na operação, monitorização e manutenção do Centro Nacional de Operações para o Surveying Space Debris, com um contrato com o Ministério da Defesa para o serviço EU SST. O programa nacional SST pretende garantir uma capacidade própria de monitorização, caraterização e seguimento de objetos que, movendo-se em órbitas próximas da Terra, possam constituir um perigo real para as infraestruturas espaciais e para os cidadãos à superfície da Terra, como é o caso da reentrada e da queda à superfície de objetos provenientes do espaço.

## Localização
A Freguesia de Fajão-Vidual foi escolhida devido à sua proximidade com o Observatório Espacial de Pampilhosa da Serra onde a ATLAR desempenha as suas funções técnicas integrando a  infraestrutura da rede europeia e mundial de monitorização do espaço. A ATLAR está também instalada no TERINOV em Angra do Heroísmo e no Creative Science Park em Aveiro.